# ウクライナ文化・戦略コミュニケーション省
ウクライナ文化・戦略コミュニケーション省（ウクライナ語: Міністерство культури та стратегічних комунікацій、英語:  Ministry of Culture and Strategic Communications、略称: MCSC）は、ウクライナの中央政府機関である。ウクライナの文化の発展、歴史の保存、社会的意義のある情報の普及、国家情報資源の機能を担う。以前は文化・情報政策省（MCIP）として知られ、2010年に解散した旧文化・観光省を基盤とする。
ホンチャルク内閣（2019年8月29日結成）は、2013年2月28日に設立されたウクライナ青年・スポーツ省と、2010年12月9日に設立されたウクライナ文化省を統合し、文化・青年・スポーツ省を設立した。
後継のシュミハリ内閣は統合を解消し、2020年3月23日に文化・青年・スポーツ省を文化・情報政策省に改称、2014年12月2日から2019年8月29日まで存在したウクライナ情報政策省を統合した。2024年9月6日、文化・情報政策省は文化・戦略コミュニケーション省に改称された。

## 歴史

### ウクライナ (1917–1919)
省庁の起源は、1917年にイヴァン・ステシェンコが率いる人民教育事務総局内に文化部門が創設されたウクライナ総事務局に遡る。これは、ロシア帝国時代にロシア啓蒙省（ロシア帝国国民教育省）が管理していた原則に基づく。
1918年5月、ミコラ・ヴァシレンコが率いる人民教育・芸術省が設立された。その後、ドミトロ・アントノヴィッチが率いる芸術省（1918年12月 - 1919年2月）が設立されたが、ソビエト連邦のウクライナ侵攻後まもなく解散した。
イヴァン・オヒエンコが率いる告白省も存在した。これは1918年4月30日のスコロパツキー政府時代に設立され、当初はミコラ・ヴァシレンコが率いた。スコロパツキー政府崩壊後、告白省（1918年4月30日 - 1918年12月14日）は崇拝管理局に転換され、その後イヴァン・リパが率いる宗派省（1919年2月13日）に再編された。

### ソビエト・ウクライナ
ボリシェヴィキは、ウクライナの文化生活を管理する人民教育人民委員部を設立した。
1919年2月25日、UkrSSR人民委員評議会は人民教育人民委員部内に映画委員会を設立し、ウクライナのすべての電気劇場を登録した。1921年2月19日、CPC of UkrSSRは人民教育人民委員部に対し、芸術作品を共産主義的扇動（プロパガンダ）の目的で使用するよう義務付けた。1920年12月14日の法令により、CPC of UkrSSRは人民教育人民委員部内に主要な政治教育委員会を設立した。
1921年3月11日の法令「国家博物館のための私人の博物館価値の購入について」は、ボリシェヴィキによる「国有化」（収用）を伴う国立博物館の創設を開始した。芸術作品、工芸品、自然のランドマークの保全に関する全ウクライナ委員会も設立された。
1921年4月19日、CPC of UkrSSRは農村地域における政治教育の中心地を設立する法令「農民の家について」（селянські будинки、selyanski budynky）を発行した。
1922年11月22日、人民委員フリンコの努力により、ウクライナ中央執行委員会は「人民教育に関する法律の制定について」（Про введення в дію Кодексу законів про народну освіту）を採択し、文化芸術機関のネットワーク、機能、管理メカニズムを定義した。

## 組織構成

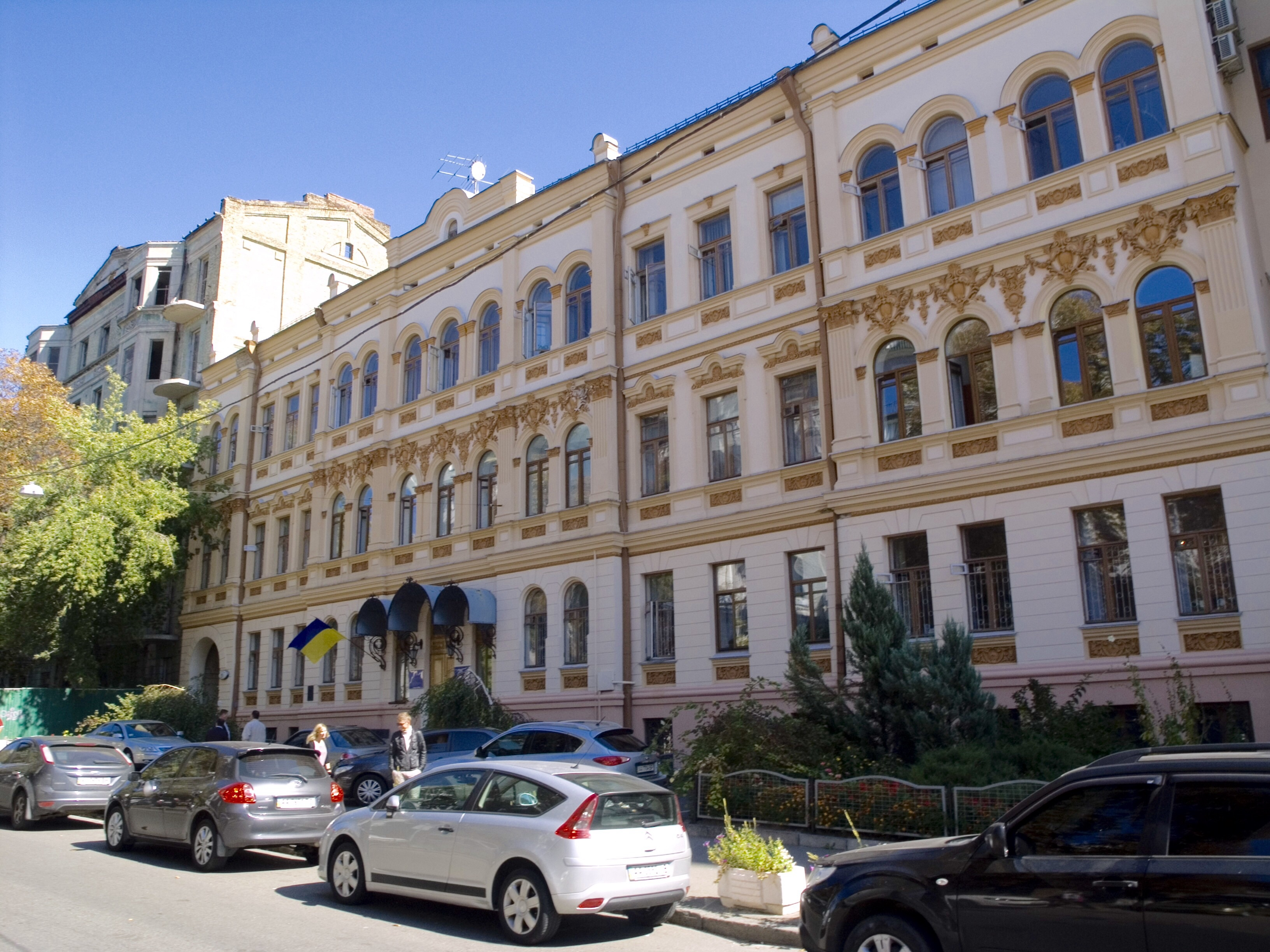
キーウにある省庁本部

省庁は、大臣、第一副大臣、その他の副大臣で構成される指導部が率いる中央機関で構成される。特定の分野に特化し、政府系企業の運営を調整する国家管理局も含まれる。

### 中央機関
指導部
- 大臣
- 第一副大臣
- 副大臣
- 官房副長官

大臣の職務遂行を支援する部門
- 情報分析業務・広報部門

管理およびチェック部門
- ウクライナ大統領、ヴェルホーヴナ・ラーダ、ウクライナ閣僚評議会の行為および命令、指導部の命令の実行

職務上の秘密業務部門
動員業務および公共安全部門
財政監査・腐敗対策支援部門
- 腐敗防止・対抗部門

人事・国家公務員部門
法務支援総局
- 法務専門部門
- 法律の使用部門
- 請求業務実施部門

総務局
- 文書支援・管理部門
- ヴェルホヴナ・ラーダとの協力部門
- 公共情報へのアクセス組織化部門

文化、芸術、教育分野における国家政策形成部
- 芸術局
  - 音楽芸術部門
  - 演劇芸術部門
  - 記念碑的、芸術的、民俗芸術部門
  - サーカス芸術部門
- 文化発展および文化分野における地域政策の戦略的計画局
  - 学習機関における活動の分析・予測部門
  - 地域の社会文化的発展の分析・予測部門
  - 図書館活動の分析・予測部門
  - その他

### 国家機関
- 映画庁
- 国家国境を越えた文化財輸送管理庁
- 国家文化遺産保護庁
- 観光・リゾート庁

### 省庁の機関・組織
省庁は、博物館、図書館、文化センター、民俗学の地域センター、国家文化遺産、芸術教育のネットワークを管理し、研究センターや地域のサーカス、音楽、演劇芸術を推進する。
省庁は国家および地方の文化遺産の固定ランドマークの登録簿を維持する。2012年12月11日時点で、4,719のランドマークがあり、891が国家的に重要、3,828が地方的に重要であった。
注: 教育国家機関は教育省が管理するが、芸術教育国家機関は文化省が管理する。

#### ウクライナ文化センター
- ロシアのウクライナ文化センター
- セヴァストポリのウクライナ文化情報センター
- ウクライナ文化振興のための国家機関

### 省庁管轄下の博物館
- ウクライナ国立美術館
- アイヴァゾフスキー国立美術館
- ボリス・ヴォズニツキー・リヴィウ国立美術館（英語版）
- アンドレイ・シェプチツキー国立リヴィウ博物館（英語版）
- 第二次世界大戦におけるウクライナの歴史国立博物館
- ウクライナ国立歴史博物館
- 国立博物館保護区「1943年のキーウの戦い」（ウクライナ語版）
- ウクライナ国立チェルノブイリ博物館
- ウクライナ国立文学博物館（ウクライナ語版）
- タラス・シェフチェンコ国立博物館
- ウクライナ国立修復研究センター（ウクライナ語版）
- ウクライナ陶芸国立博物館保護区（英語版）
- ウクライナにおけるホロドモール犠牲者記念碑
- ロンツコホ刑務所国立記念博物館
- コニェフの高地（ウクライナ語版）
- 十分の一税教会の歴史博物館（ウクライナ語版）

### 省庁が管理する文化・遺産保護区
- 国立歴史文化保護区「ヘーチマンの首都」
- 国立保護区「ホルティツァ」
- 国立キーウ・ペチェールシク歴史文化保護区
- 国立保護区「聖ソフィア大聖堂」
- 国立歴史考古学保護区「石の墓」
- 国立歴史記念保護区「バビ・ヤール」
- 国立歴史記念保護区「ビキウニャの墓」
- 国立歴史文化保護区「カチャニフカ」
- 国立歴史文化保護区「チヒリン」
- 国立歴史記念保護区「ベレステーチコの戦いの地」
- 国立歴史民族誌保護区「ペレヤスラウ」
- 国立保護区「フルヒウ」
- 国立保護区「テルノーピリ州の城」
- 国立歴史建築保護区「カミヤネツ」
- カニウのシェフチェンコ国立保護区
- 国立建築歴史保護区「古代チェルニヒウ」
- 国立保護区「ケルソネソス」
- 国立保護区「古代ハールィチ」

## 文化大臣の一覧

### ウクライナ・ソビエト社会主義共和国
| 省庁名     | 大臣名                         | 任期           | 任期           |
| 省庁名     | 大臣名                         | 開始           | 終了           |
| ---------- | ------------------------------ | -------------- | -------------- |
| 芸術管理局 | アンドリー・フヴィーリャ       | 1936年         | 1938年         |
| 芸術管理局 | ムィコラ・コンパニエツ         | 1938年         | 1944年         |
| 芸術管理局 | オレクサンドル・コルニーチュク | 1944年         | 1945年         |
| 芸術委員会 | オレクサンドル・コルニーチュク | 1945年         | 1946年         |
| 芸術委員会 | ムィコラ・コンパニエツ         | 1946年         | 1947年         |
| 芸術委員会 | M.パシチン                     | 1947年         | 1950年         |
| 芸術委員会 | ダヴィド・コピツィア           | 1950年         | 1953年         |
| 文化省     | コスチャンティン・リトヴィン   | 1953年4月10日  | 1956年7月9日   |
| 文化省     | ロスチスラフ・バビイチュク     | 1956年7月9日   | 1971年         |
| 文化省     | ユーリー・イェルチェンコ       | 1971年11月15日 | 1973年10月15日 |
| 文化省     | オレクシー・ロマノフスキー     | 1973年10月15日 | 1977年6月7日   |
| 文化省     | セルヒーイ・ベズクルベンコ     | 1977年6月7日   | 1983年9月13日  |
| 文化省     | ユーリー・オレネンコ           | 1983年9月13日  | 1991年7月7日   |
| 文化省     | ラリサ・ホロレッツ             | 1991年7月7日   | 1991年8月24日  |

### ウクライナ独立宣言後
| 省庁名                         | 大臣名                                | 任期           | 任期           |
| 省庁名                         | 大臣名                                | 開始           | 終了           |
| ------------------------------ | ------------------------------------- | -------------- | -------------- |
| 文化省                         | ラリサ・ホロレッツ                    | 1991年8月24日  | 1992年11月17日 |
| 文化省                         | イヴァン・ジュバ                      | 1992年11月17日 | 1994年8月19日  |
| 文化芸術省                     | ドミトロ・オスタペンコ                | 1995年9月25日  | 1999年8月4日   |
| 文化芸術省                     | ユーリー・ボフツキー                  | 1999年8月4日   | 1999年12月7日  |
| 文化芸術省                     | ボフダン・ストゥプカ                  | 1999年12月30日 | 2001年5月31日  |
| 文化芸術省                     | ユーリー・ボフツキー                  | 2001年6月1日   | 2005年2月3日   |
| 文化観光省                     | オクサナ・ビロジル                    | 2005年2月4日   | 2005年10月5日  |
| 文化観光省                     | イーホル・リホヴィー                  | 2005年10月5日  | 2006年11月1日  |
| 文化観光省                     | ユーリー・ボフツキー                  | 2006年11月1日  | 2007年12月18日 |
| 文化観光省                     | ヴァシーリ・ヴォヴクン                | 2007年12月18日 | 2010年3月11日  |
| 文化省                         | ミハイロ・クリンニャク                | 2010年3月11日  | 2012年12月24日 |
| 文化省                         | レオニード・ノヴォハトコ              | 2012年12月24日 | 2014年2月27日  |
| 文化省                         | イェウヘン・ニシチュク                | 2014年2月27日  | 2014年12月2日  |
| 文化省                         | ヴャチェスラフ・キリレンコ            | 2014年12月2日  | 2016年4月14日  |
| 文化省                         | イェウヘン・ニシチュク                | 2016年4月14日  | 2019年8月29日  |
| 文化・青年・スポーツ省         | ヴォロディミル・ボロジャンスキー      | 2019年8月29日  | 2020年3月4日   |
| 文化・情報政策省               | スヴィトラーナ・フォメンコ (代行)     | 2020年3月10日  | 2020年6月4日   |
| 文化・情報政策省               | オレクサンドル・トカチェンコ          | 2020年6月4日   | 2023年7月27日  |
| 文化・情報政策省               | ロスチスラフ・カランディエエフ (代行) | 2023年7月28日  | 2024年9月4日   |
| 文化・戦略コミュニケーション省 | ミコラ・トチツキー                    | 2024年9月5日   | 2025年7月16日  |
| 文化・戦略コミュニケーション省 | ハリーナ・グリホレンコ（代行）        | 2025年7月17日  | 現職           |